# Bleka
Bleka är en by i Lockne distrikt (Lockne socken) i Östersunds kommun, Jämtlands län (Jämtland). Byn ligger väster om Locknesjön, vid länsväg 559, cirka två kilometer österut från tätorten Tandsbyn.